# George Sand
George Sand, pseudónimo de Amantine (en ocasiones aparece como Amandine) Aurore Lucile Dupin de Dudevant (París, 1 de julio de 1804-Nohant, 8 de junio de 1876), fue una novelista y periodista francesa, considerada una de las escritoras más populares de Europa en el siglo XIX. Sand es reconocida como una de las escritoras más notables del Romanticismo, concretamente del romanticismo francés. 

## Biografía
Aurore Dupin nació en París. Su madre era Sophie-Victoire Delaborde, una mujer que provenía de una familia pobre e inestable. Su padre era Maurice Dupin, hijo de Marie-Aurore de Saxe y nieto del mariscal general de Francia, Mauricio de Sajonia, conde de Saxe, hijo fuera de matrimonio de Augusto II el Fuerte, rey de Polonia y elector de Sajonia. También estaba emparentada con el rey Luis Felipe I de Francia a través de antepasados comunes de familias reinantes alemanas y danesas.
El matrimonio de Sophie-Victoire Delaborde y Maurice Dupin estuvo mal visto por la sociedad de la época y no fue aceptado por Marie-Aurore de Saxe, madre de Dupin y por consiguiente abuela de George Sand. Marie-Aurore de Saxe fue una de las personas más importantes en la primera etapa de vida de la escritora.
En 1808, la familia se vio forzada a viajar a España por motivos laborales. Se establecieron en el palacio de Manuel Godoy, cuando este se exilió a París. La estancia de Sand en España fue descrita por la autora como una de las etapas de mayor felicidad de su vida. Es en este momento cuando manifestó por primera vez tendencias consideradas masculinas para la época, cuando su madre le confeccionó vestimentas masculinas.
En 1809 la familia volvió a Francia, instalándose en la finca de su abuela, Nohant, en la provincia francesa de Berry. El lugar se convirtió en el escenario de muchas de sus novelas. Fue poco después de la llegada a Nohant, cuando su padre tuvo un accidente con un caballo y murió. En ese momento la relación entre la madre y la abuela de Sand llegó a un periodo de abierta rivalidad. Las dos mujeres tuvieron una relación insostenible desde el principio. La madre de la escritora procedía de una familia modesta, mientras que su abuela Marie-Aurore de Saxe era una persona aristocrática y laica que se identificaba con las ideas de Voltaire. Por ello, Sand tuvo una mejor relación con esta última, a la que identificaba con la libertad, los libros y la cultura.
En 1810, su madre marchó a París y Sand se quedó al cuidado de su abuela, aunque con la obligación de visitar a su madre en París numerosas veces. En 1821, Marie-Aurore de Saxe murió y dejó toda su fortuna a Sand. 
En 1822, con dieciocho años, Sand contrajo matrimonio con Casimir Dudevant (1795-1871). Marcharon a vivir a Nohant, convirtiéndose Sand en baronesa. Tuvieron dos hijos: Maurice (1823-1889) y Solange (1828-1899). Fue en ese momento cuando apareció uno de los temas más importantes de sus libros: la infelicidad matrimonial. Uno de los libros donde hace alusión a ello es Lélia (1833). En 1831 dejó a su esposo, llevándose a sus hijos e instalándose en París. Entró en un período de "rebelión romántica" de cuatro o cinco años. Pero no fue hasta 1835 cuando se separó legalmente de Dudevant, quedándose con la custodia de sus hijos.
Cuando se instaló en París se formó en distintas actividades. Una de ellas fue la pintura, aunque finalmente se decidió por una carrera literaria. Su primera novela, Rosa y Blanca (Rose et Blanche) fue escrita en 1831 en colaboración con Jules Sandeau, de quien tomó el pseudónimo de Sand. Poco después se dio cuenta de que tenía aspiraciones diferentes a las de Sandeau, por lo que decidieron separarse.
Después de separarse, Sand escribió su primera novela en solitario, titulada Indiana (1832), la cual la llevó a la fama. En este momento empezó a ser conocida por enfrentarse a la sociedad de la época al usar vestimenta masculina. En 1800 la policía emitió una orden que requería que las mujeres solicitaran un permiso para usar ropa considerada como masculina. Algunas mujeres la solicitaron alegando razones de salud, ocupacionales o recreativas (por ejemplo, montar a caballo), pero muchas mujeres optaron por usar pantalones y otros atuendos masculinos tradicionales en público sin solicitar el permiso. Lo hicieron por razones prácticas, pero también para subvertir los estereotipos dominantes. Sand era una de las mujeres que vestía ropa de hombre sin permiso, lo que justificaba por ser prendas menos costosas y mucho más resistentes que el vestido típico de una mujer noble en ese momento. Además de sentirse cómoda, el atuendo masculino de Sand le permitió circular más libremente por París, y le dio acceso a lugares en los que a menudo se excluía a las mujeres, incluso a las mujeres de su posición social.

También era escandaloso para la época que Sand fumara en público, aunque ella decía que utilizaba el tabaco para realizar sus obras. Si bien hubo muchos críticos respecto a su comportamiento, otras muchas personas lo aceptaron. Aquellos que encontraron admirable su escritura no se molestaron por su comportamiento público ambiguo o rebelde. Como Víctor Hugo comentó: 

“George Sand no puede determinar si es hombre o mujer. Tengo un gran respeto por todos mis colegas, pero no es mi lugar decidir si ella es mi hermana o mi hermano".
Todas estas conductas eran excepcionales en el siglo XIX, donde los códigos sociales, especialmente de las clases altas, eran muy rígidos. Como consecuencia de esto, perdió parte de los privilegios que había obtenido al convertirse en baronesa.
Emprendió una relación sentimental con Alfred de Musset durante el verano de 1833. Musset, posteriormente, le dedicó un libro, Confesión de un hijo del siglo. También entabló relación con el compositor Frédéric Chopin, a quien conoció en París en 1831. Aunque al principio Chopin quedó horrorizado por la imagen de Sand, poco después entablaron una buena relación.
Dentro de su círculo de amigos se encontraban el compositor Franz Liszt, el pintor Eugène Delacroix, el escritor Heinrich Heine así como los escritores Victor Hugo, Honoré de Balzac, Gustave Flaubert y Julio Verne.
Sand pasó el invierno de 1838-39 con sus hijos y Chopin en el monasterio cartujano de Valldemosa en Mallorca. Este tormentoso viaje fue luego descrito en su libro Un invierno en Mallorca (Un hiver à Majorque), publicado en 1855.
En su novela Lucrezia Floriani, Sand usó a Chopin como modelo para un príncipe enfermo de Europa del Este llamado Karol. En la novela el príncipe es atendido por una actriz de mediana edad, Lucrezia, que sufre mucho por su afecto por Karol. Sand afirmó no haber hecho una caricatura de Chopin en esta obra.

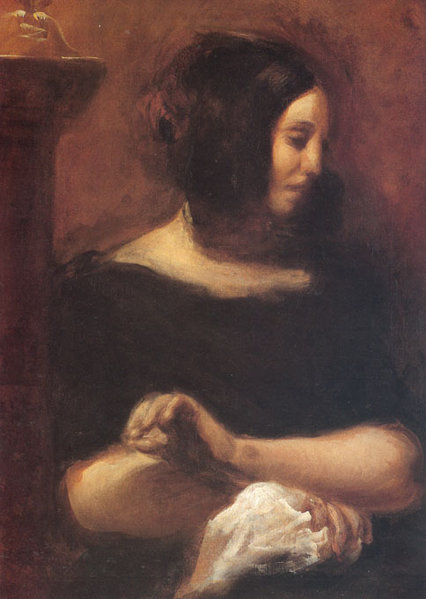
Retrato por Eugène Delacroix

Entre sus novelas más exitosas se encuentran Indiana (1832), Lélia (1833), El compañero de Francia (1840), Consuelo (1842-43), Los maestros soñadores (1853).
En El pantano del diablo (1846), cuenta experiencias de su infancia en el campo y escribe sobre temas rurales. Otras obras de este tipo son El molinero de Angibault (1845), François le Champi (1847-48) y La Petite Fadette (1849).
Sand también fue conocida por su implicación y escritos durante la Comuna de París, donde tomó una posición por la Asamblea de Versalles contra los "comuneros", instándolos a tomar acciones violentas contra los "rebeldes".
Entre sus obras de teatro y autobiográficas se encuentran Historia de mi vida (Histoire de ma vie, 1855), Elle et Lui (1859) donde cuenta su relación con Musset; Journal Intime (obra que se publicó póstumamente en 1926) y Correspondencia.
Además, George Sand escribió varios textos de crítica literaria y política.
Aurore Dupin falleció en su castillo de Nohant, cerca de Chateauroux, en Francia, el 8 de junio de 1876 a la edad de 71 años, a causa de un cáncer gástrico. Fue enterrada en tierras de su hogar de Nohant. En 2004 se sugirió mover sus restos al Panteón en París, lo que suscitó controversias.
El Museo de la vida romántica, en París, consagra las salas de la planta baja a la memoria de George Sand: allí se exponen muebles, cuadros (entre ellos, el retrato hecho por Charpentier que se reproduce en este artículo) dibujos, esculturas y joyas que pertenecieron a la escritora.

## Carrera e ideales políticos
Al principio de su carrera, su trabajo tenía una gran demanda. Tal fue la popularidad de sus escritos que en 1836 tuvo que realizar una recopilación de sus obras a la que llamó Obras completas. En total, se publicaron 4 ediciones separadas de sus Obras completas durante toda su vida. En 1880 sus hijos vendieron los derechos de su patrimonio literario por 125.000 francos (en la actualidad equivaldría a 1,3 millones de dólares).
A partir de sus experiencias infantiles en el campo, Sand escribió las novelas pastorales La Mare au Diable (1846), François le Champi (1847-1848), La Petite Fadette (1849) y Les Beaux Messieurs de Bois-Doré (1857).
En su primera novela independiente, Indiana (1832), adoptó el seudónimo que la hizo famosa y por el que se la conoció: George Sand. Tomó este nombre por la resonancia masculina y por estar asociado a la literatura inglesa.

Además, Sand fue autora de textos políticos. En sus primeros años, se puso del lado de los pobres y las clases obreras, así como de los derechos de las mujeres. Es una de las primeras escritoras en plantear en sus novelas la distinción entre el sexo biológico y el género. Cuando comenzó la Revolución de 1848, fue una auténtica defensora republicana. Se horrorizó por la violencia en la Comuna de París y es por eso por lo que escribió lo siguiente:

"La horrible aventura continúa. Rescatan, amenazan, arrestan, juzgan. Se han apoderado de todos los ayuntamientos, todos los establecimientos públicos, están saqueando las municiones y los suministros de alimentos”.
Políticamente se volvió muy activa después de 1841 y los líderes de la época a menudo la consultaban y tomaban su consejo. Fue miembro del gobierno provisional de 1848, y durante el golpe de Estado de Luis Napoleón Bonaparte de diciembre de 1851, negoció indultos y redujo las penas para sus amigos. Hay que destacar que Bonaparte y Sand tenían una gran amistad, ya que el dirigente admiraba profundamente a la escritora y sus obras literarias.

## Obra

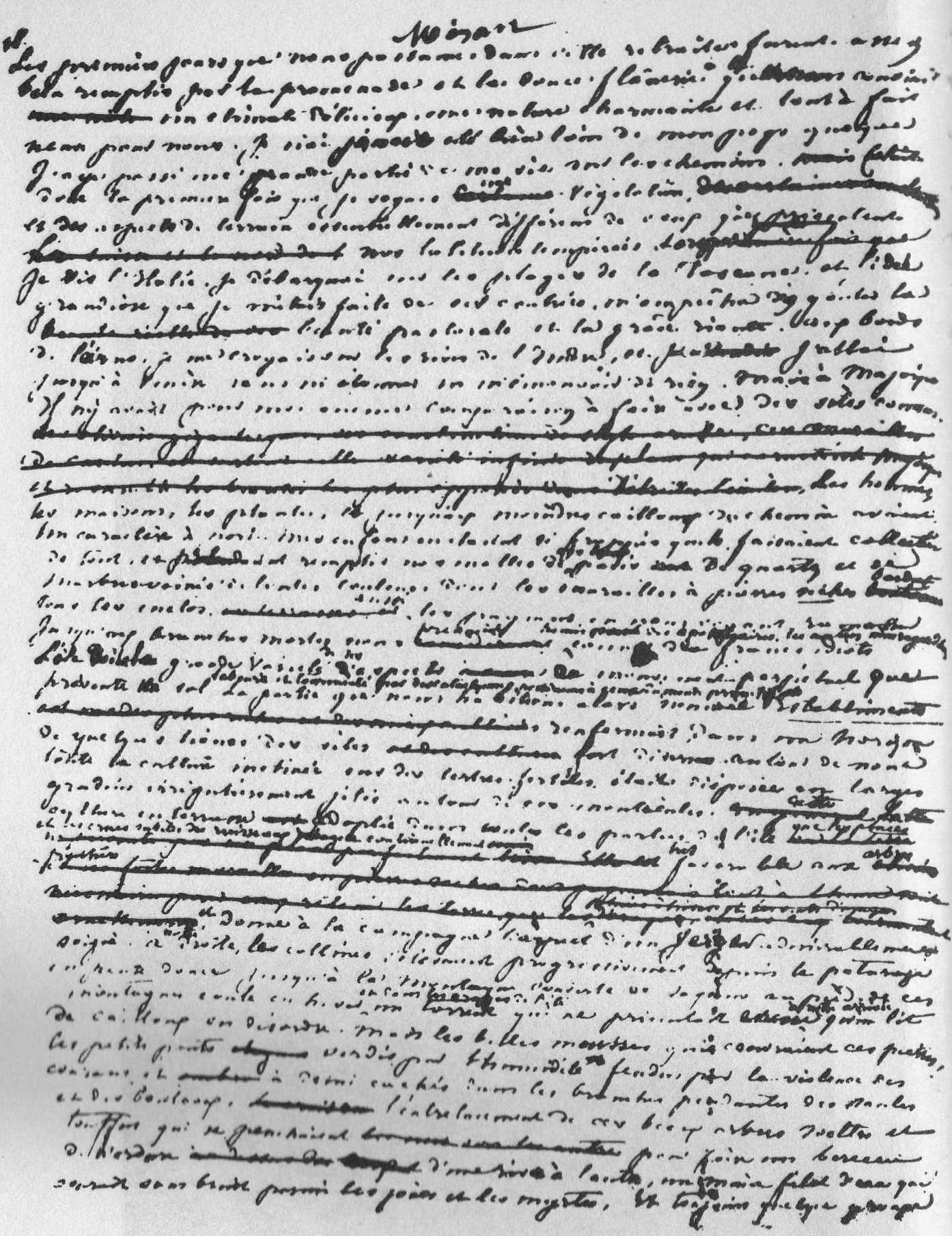
Una página manuscrita de Un invierno en Mallorca.

- Le Commissionnaire (con Jules Sandeau) (1830).
- Rose et Blanche (con Jules Sandeau, novela, 1831)
- La Fille d'Albano (1831)
- Valentine (novela, 1831)
- Indiana (novela, 1832) - Indiana o las pasiones de Madame Delmare, trad.: Eva María González Pardo
- Lélia (novela, 1833)
- Aldo le Rimeur (1833)
- Une conspiration en 1537 (1833)
- Journal intime (1834)
- Jacques (novela, 1834)
- Le Secrétaire intime (novela, 1834)
- La Marquise (novela, 1834)
- Garnier (cuento, Urbain Canel / Adolphe Guyot 1834)
- Lavinia (1834)
- Métella (1834)
- André (novela, 1835)
- Mattéa (1835)
- Leone Leoni (novela, 1835)
- Simon (novela, 1836)
- Mauprat (1837)
- Dodecation, ou le Livre des douze. Le Dieu inconnu (1837)
- Les Maîtres mozaïstes (novela, 1838)
- La Dernière Aldini (novela, 1838)
- L'Orco (1838)
- L'Uscoque (novela, 1838)
- Gabriel (dialogue, 1839)
- Spiridion (novela, 1839)
- Les Sept Cordes de la lyre (teatro, 1840)
- Cosima, ou la Haine dans l'amour (teatro, 1840)
- Pauline. Les Mississipiens (novela, 1840)
- Le Compagnon du tour de France (novela, 1841)
- Un hiver à Majorque (crónicas de viaje, 1841) — Un invierno en Mallorca, primera traducción al español: 1902, Pedro Estelrich Fustertrad. * Georges de Guérin (1842)
- Horace (1842)
- La Comtesse de Rudolstadt (novela, 1843)
- La Sœur cadette (1843)
- Kouroglou (1843)
- Carl (1843)
- Jean Zizka (novela histórica, 1843)
- Consuelo (novela inspirada en Pauline Viardot-García; 1843)
- Jeanne (novela, 1844)
- Le Meunier d'Angibault (novela, 1845)
- La Mare au diable (novela, 1846)[22]
- Isidora (novela, 1846)
- Teverino (novela, 1846)
- Les Noces de campagne (novela, 1846)
- Evenor et Leucippe. Les Amours de l'Âge d'or (1846)
- Le Péché de M. Antoine (1847)
- Lucrézia Floriani (novela, 1847)
- Le Piccinino (novela, 1847)
- La Petite Fadette (novela, 1849)
- François le Champi (novela, 1850)
- Le Château des Désertes (novela, 1851)
- Histoire du véritable Gribouille (1851) — Los sueños de Simplón, trad.: Elena del Amo
- Le Mariage de Victorine (teatro, 1851)
- La Fauvette du docteur (1853)
- Mont Revèche (1853)
- La Filleule (1853)
- Les Maîtres sonneurs (1853), con ilustraciones de Mary Wheelhouse.
- Adriani (1854)
- Flaminio (teatro, 1854)
- Histoire de ma vie (autobiografía, 1855) — Historia de mi vida, trad.: Marie Douillet
- Mouny Roubin (1842)
- Autour de la table (1856)
- La Daniella (1857)
- Le Diable aux champs (1857)
- Promenades autour d'un village (1857)
- Ces beaux messieurs de Bois-Doré (novela de aventuras, 1858) — Los caballeros de Bois-Doré, la traducción de la edición de 1922 de Calpe es de Magda Donato
- Elle et lui (escrito autobiográfico sobre sus relaciones con Alfred de Musset, 1859)
- Jean de la Roche (1859)
- L'Homme de neige (1859)
- Narcisse (1859)
- Les Dames vertes (1859)
- Constance Verrier (1860)
- La Ville noire (1861)
- Valvèdre (1861)
- La Famille de Germandre (1861)
- Le Marquis de Villemer (1861)
- Tamaris (1862)
- Mademoiselle La Quintinie (1863)
- Les Dames vertes (1863)
- Antonia (1863)
- La Confession d'une jeune fille (1865)
- Laura (1865)
- Monsieur Sylvestre (1866)
- Le Don Juan de village (teatro, 1866)
- Flavie (1866)
- Le Dernier Amour (1867)
- Cadio (teatro, 1868)
- Mademoiselle Merquem (1868)
- Pierre qui roule (1870)
- Le Beau Laurence (1870)
- Malgré tout (1870)
- Césarine Dietrich (1871)
- Journal d'un voyageur pendant la guerre (1871)
- Francia. Un bienfait n'est jamais perdu (1872)
- Nanon (1872)
- Contes d'une grand'mère vol. 1, 1873; vol. 2, 1876 (escritos para sus nietos)
- Ma sœur Jeanne (1874)
- Flamarande (1875)
- Les Deux Frères (1875)
- La Tour de Percemont (1876)
- Marianne (1876)
- Légendes rustiques (La Reine Mab. La Fée qui court. Fanchette) (1877)
- L'Orgue du Titan (1873)
- Les Ailes du courages